# 35352 Texas
35352 Texas este un asteroid din centura principală de asteroizi.

## Descriere
35352 Texas este un asteroid din centura principală de asteroizi. A fost descoperit pe 7 august 1997 la Needville de W. G. Dillon și R. Pepper. Asteroidul prezintă o orbită caracterizată de o semiaxă mare de 2,35 ua, o excentricitate de 0,24 și o înclinație de 1,6° în raport cu ecliptica.